# Seshego
Seshego es un pueblo en la provincia de Limpopo en el norte de Sudáfrica.
Se encuentra a 13 kilómetros directamente al noroeste de la capital de la provincia, Polokwane (anteriormente llamada Pietersburg), ciudad a donde se desplazan diariamente una gran cantidad de los trabajadores residenciados en Seshego.
La mayoría de sus habitantes son clasificados en Sudáfrica como sothos del norte, un subgrupo de la etnia basuto (lo que crea cierta confusión, pues basuto significa en su idioma "sotho del sur"). El idioma más hablado por sus habitantes es el sesotho sa leboa.
Por unos años durante la época de la política de desarrollo separado del apartheid, Seshego fue la capital del bantustán de Lebowa hasta que fue reemplazado por el recién construido pueblo de Lebowakgomo.

## Clima
| Parámetros climáticos promedio de Seshego | Parámetros climáticos promedio de Seshego | Parámetros climáticos promedio de Seshego | Parámetros climáticos promedio de Seshego | Parámetros climáticos promedio de Seshego | Parámetros climáticos promedio de Seshego | Parámetros climáticos promedio de Seshego | Parámetros climáticos promedio de Seshego | Parámetros climáticos promedio de Seshego | Parámetros climáticos promedio de Seshego | Parámetros climáticos promedio de Seshego | Parámetros climáticos promedio de Seshego | Parámetros climáticos promedio de Seshego | Parámetros climáticos promedio de Seshego |
| Mes                                       | Ene.                                      | Feb.                                      | Mar.                                      | Abr.                                      | May.                                      | Jun.                                      | Jul.                                      | Ago.                                      | Sep.                                      | Oct.                                      | Nov.                                      | Dic.                                      | Anual                                     |
| ----------------------------------------- | ----------------------------------------- | ----------------------------------------- | ----------------------------------------- | ----------------------------------------- | ----------------------------------------- | ----------------------------------------- | ----------------------------------------- | ----------------------------------------- | ----------------------------------------- | ----------------------------------------- | ----------------------------------------- | ----------------------------------------- | ----------------------------------------- |
| Temp. máx. media (°C)                     | 27                                        | 26                                        | 25                                        | 24                                        | 22                                        | 19                                        | 19                                        | 22                                        | 24                                        | 26                                        | 26                                        | 26                                        | 23.8                                      |
| Temp. mín. media (°C)                     | 16                                        | 15                                        | 14                                        | 11                                        | 7                                         | 3                                         | 3                                         | 6                                         | 9                                         | 12                                        | 14                                        | 15                                        | 10.4                                      |
| Lluvias (mm)                              | 80                                        | 57                                        | 51                                        | 22                                        | 5                                         | 0                                         | 0                                         | 0                                         | 3                                         | 30                                        | 72                                        | 69                                        | 389                                       |
| Fuente: SA Explorer                       |                                           |                                           |                                           |                                           |                                           |                                           |                                           |                                           |                                           |                                           |                                           |                                           |                                           |